# حسین اوشاغی
حسین اوشاغی (ترکی آذربایجانی: Hüseynuşağı) یک منطقهٔ مسکونی در جمهوری آرتساخ است که در استان کاشاتاق واقع شده‌است.